# Jane Kerr
Jane Kerr (Mississauga, 12 maggio 1968) è un'ex nuotatrice canadese.
Specializzata nella farfalla e nello stile libero ha vinto la medaglia di bronzo nella staffetta 4x100 m misti alle Olimpiadi di Seoul 1988.

## Palmarès
- Giochi olimpici

1988 - Seul: bronzo nella staffetta 4x100 m mx.
- Giochi PanPacifici

1987 - Brisbane: bronzo nei 100 m sl e 200 m misti.
- Giochi panamericani

1983 - Caracas: argento nei 100 m sl.